# Искыр (община)
Искыр (болг. Община Искър) — община в Болгарии. Входит в состав Плевенской области. Население составляет 8729 человек (на 21.07.05).

## Состав общины
В состав общины входят следующие населённые пункты:
1. Долни-Луковит
2. Искыр
3. Писарово
4. Староселци

1. ↑  НСИ Националният регистър на населените места (болг.)